# Echium parviflorum
Echium parviflorum là loài thực vật có hoa trong họ Mồ hôi. Loài này được Moench mô tả khoa học đầu tiên năm 1794.